# پمپ رینگ-مایع

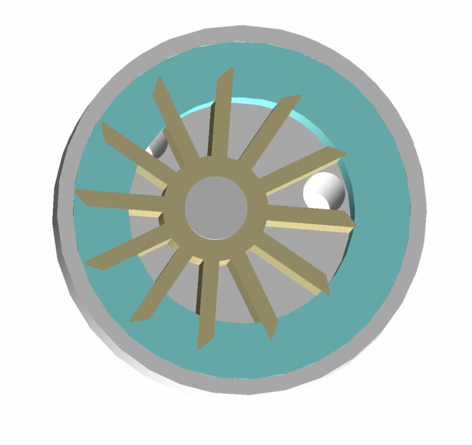

پمپ رینگ مایع یک پمپ چرخش جابجایی مثبت می‌باشد. در این پمپ‌ها با چرخش پروانه باعث ایجاد رینگ مایع می‌شود و به کمک همین رینگ مایع باعث ایجاد خلاء می‌شود. پمپ رینگ مایع در صنایع شیمیایی، پتروشیمی، نفت، معادن، کاغذسازی، الکل سازی، صنایع غذایی، لوله سازی و … کاربرد فراوانی دارد.